# Vlag van Veldhoven

Vlag van Veldhoven
(sinds 1988)

Vlag van Veldhoven
(1970-1988)

Vlag van Veldhoven
(1962-1970)

De huidige Vlag van de gemeente Veldhoven is per raadsbesluit van 13 september 1988 officieel vastgsteld als gemeentevlag van Veldhoven. De vlag kan als volgt worden beschreven:
Blauw, met aan de onder- en bovenzijde een baan bestaande uit 15 blokken van rood en wit; op het midden van de vlag een gestileerde versie van het gemeentewapen in rood en wit.
De horizontale rood-witte blokranden aan de boven en onderzijde zijn afgeleid van de vlag van Noord-Brabant. In het midden staat een gestileerde versie van het gemeentewapen van Veldhoven, dat op de vlag met kroon is afgebeeld; de kleur geel is vervangen door wit en de kleur zwart door rood. Het goud van de kroon is vervangen door rood. Deze vlag werd gepresenteerd tijdens de opening van het nieuwe gemeentehuis op 29 september 1988. Het ontwerp was van L.L.J. Bever.

## Voorgaande vlaggen

### Vlag van 1970
De voorgaande vlag van Veldhoven dateerde van 9 november 1970, ter correctie op het besluit van de Hoge Raad van Adel van 10 februari 1969. Deze vlag was geel met in het midden vier zwarte ruiten.
Deze vier ruiten symboliseerden de vier oude dorpen van Veldhoven: Oerle, Veldhoven Dorp, Meerveldhoven en Zeelst.

### Vlag van 1962
Op 9 april 1962 werd door de gemeenteraad een vlag ingesteld met de volgende beschrijving:
Gekwartileerd van rood met een geel plompeblad en wit met een zwart molenijzer.
Ook op deze vlag stond ieder kwartier voor een van de dorpen binnen de gemeente. De kleuren zijn ontleend aan het tweede gemeentewapen dat in 1969 werd toegekend; de symbolen zijn op historische gronden gekozen. Het ontwerp was van Kl.Sierksma.
Opmerking: Het is heel goed mogelijk dat dhr. Sierksma hier vooruitliep op de feiten en dat deze vlag uitsluitend als ontwerp heeft bestaan.

## Verwante afbeeldingen

Het wapen van Veldhoven (1969)

Alphen-Chaam · Altena · Asten · Baarle-Nassau · Bergeijk · Bergen op Zoom · Bernheze · Best · Bladel · Boekel · Boxtel · Breda · Cranendonck · Deurne · Dongen · Drimmelen · Eersel · Eindhoven · Etten-Leur · Geertruidenberg · Geldrop-Mierlo · Gemert-Bakel · Gilze en Rijen · Goirle · Halderberge · Heeze-Leende · Helmond · 's-Hertogenbosch · Heusden · Hilvarenbeek · Laarbeek · Land van Cuijk · Loon op Zand · Maashorst · Meierijstad · Moerdijk · Nuenen, Gerwen en Nederwetten · Oirschot · Oisterwijk · Oosterhout · Oss · Reusel-De Mierden · Roosendaal · Rucphen · Sint-Michielsgestel · Someren · Son en Breugel · Steenbergen · Tilburg · Valkenswaard · Veldhoven · Vught · Waalre · Waalwijk · Woensdrecht · Zundert